# Penthalaz
Penthalaz es una comuna de Suiza perteneciente al distrito de Gros-de-Vaud del cantón de Vaud.
En 2018 tenía una población de 3283 habitantes.
Se conoce la existencia de la localidad desde 1182, cuando se menciona en una bula papal de Lucio III en favor del cabildo de Lausana. Fue propiedad de la casa noble de Cossonay hasta que en 1536 pasó a depender de la bailía de Morges. En 1839 sufrió un grave incendio que destruyó dos tercios del asentamiento original, teniendo origen el pueblo actual en la reconstrucción que se llevó a cabo en el siglo XIX.
Se ubica a orillas del río Venoge, unos 10 km al noroeste de Lausana sobre la carretera 9. Forma una pequeña conurbación con los vecinos pueblos de Cossonay al oeste y Penthaz al este.